# Zanieczyszczanie się kałem
Zanieczyszczanie się kałem (łac. encopresis) nieorganiczne – zaburzenie polegające na powtarzającym się oddawaniu stolca, mimowolnym, w miejscach do tego nieprzeznaczonych (niezgodnych ze standardami społeczno-kulturowymi). Może występować jako jeden objaw izolowany, ale może też istnieć w przebiegu innych zaburzeń psychiatrycznych.

## Epidemiologia
Według DSM-IV zjawisko to występuje u 1% dzieci w wieku 5 lat, częściej u chłopców niż u dziewcząt (w stosunku 3:1).

## Etiologia
Zaburzenie uwarunkowane psychicznie.

## Leczenie
Główny nacisk w leczeniu kładzie się na psychoedukację i trening behawioralny. Istnieją opisane próby stosowania, z dobrym skutkiem, leczenia farmakologicznego.